# Новофёдоровка (Бахчисарайский район)
Новофёдоровка (укр. Новофедорівка, крымскотат. Novofödorovka, Новофёдоровка) — упразднённое село в Бахчисарайском районе Республики Крым (согласно административно-территориальному делению Украины — Автономной Республики Крым), входило в состав Вилинского сельсовета, включено в состав Вилино. Располагалось за восточной окраиной села — вероятно, жители были попросту переселены в центральную усадьбу.

## История
Впервые в исторических документах селение встречается в Статистическом справочнике Таврической губернии. Ч.1-я. Статистический очерк, выпуск шестой Симферопольский уезд, 1915 года, согласно которому в деревне Ново-Фёдоровка Дуванкойской волости Симферопольского уезда числилось 1 двор со смешанным населением в количестве 65 человек приписных жителей и 15 — «посторонних».
После установления в Крыму Советской власти, по постановлению Крымревкома от 8 января 1921 года была упразднена волостная система и село включили в состав вновь созданного Подгородне-Петровского района Симферопольского уезда, а в 1922 году уезды получили название округов. 11 октября 1923 года, согласно постановлению ВЦИК, в административное деление Крымской АССР были внесены изменения, в результате которых был ликвидирован Подгородне-Петровский район и образован Симферопольский и село включили в его состав. Согласно Списку населённых пунктов Крымской АССР по Всесоюзной переписи 17 декабря 1926 года, в селе Ново-Фёдоровка Алма-Тарханского сельсовета Симферопольского района, числилось 20 дворов, из них 18 крестьянских, население составляло 84 человека (41 мужчина и 43 женщины). В национальном отношении учтено: 83 русских и 1 эстонец.
С 25 июня 1946 года Ново-Фёдоровка в составе Крымской области РСФСР, а 26 апреля 1954 года Крымская область была передана из состава РСФСР в состав УССР. До 1960 года, поскольку в «Справочнике административно-территориального деления Крымской области на 15 июня 1960 года» селение уже не значилось, Новофёдоровку включили в состав Вилино (согласно справочнику «Крымская область. Административно-территориальное деление на 1 января 1968 года» — в период с 1954 по 1968 год).